# Nicole Wallace
Nicole Alejandra Wallace del Barrio Martín, född 22 mars 2002 i Madrid, är en spansk skådespelare.
Wallace har bland annat medverkat i TV-serien Aldrig mer. Hon har även medverkat i filmen Culpa mía.

## Filmografi (i urval)
- 2023 – Culpa mía
- 2024 – Aldrig mer (TV-serie)